# Franse Gat
Het Franse Gat is een buurt in het zuiden van Veenendaal, in de Nederlandse provincie Utrecht. De buurt heeft ca 5.900 inwoners en is gebouwd in de wederopbouwperiode, tussen 1952 en 1962.

## Buurtbegrenzing
De buurt wordt aan de noordzijde begrensd door de spoorlijn Utrecht – Rhenen (Veenendaallijn) en kent ook een eigen station, Veenendaal-Centrum. Aan de oostzijde is de buurt begrensd door de Kerkewijk, aan de zuidzijde door de Bergweg en aan de westzijde door de Rondweg-West.

## Naam
Op een topografische kaart van de kadastrale atlas uit 1832 worden een viertal percelen aangeduid als "Het Fransche Gat". Deze percelen waren eigendom van een plaatselijke olijslager en lagen ter hoogte van de huidige Jan Steenlaan. Hoe de naamsaanduiding "Het Fransche Gat" is ontstaan is niet duidelijk, er zijn twee theorieën over de oorsprong van de naam:
- De lage ligging van het gebied ten opzichte van overige delen van Veenendaal. Oorzaak hiervan is de vroegere vervening. Het gebied zou naar de eigenaar het 'Gat van Fransch' genoemd zijn.
- Een andere verklaring gaat terug naar de 18e eeuw, een Franse legerafdeling zou hier voor korte of langere tijd gelegerd zijn geweest.

## Straatnamen
De straatbenamingen in de buurt komen vanuit verschillende invalshoeken.
- In het noordelijk deel zijn straten naar een aantal Nederlandse kunstschilders uit de 17e eeuw vernoemd zoals Frans Hals, Rembrandt, Jan Steen en Johannes Vermeer.
- In het middendeel worden oprichters van het Werkliedenverbond Patrimonium geëerd; Klaas Kater, W.C. Beeremans, Bart Poesiat en Willem Hovy.
- In het zuidelijke deel zijn straten naar ministers uit het begin van de 20ste eeuw vernoemd; Mr. Heemskerk, Dr. Colijn, Mr. Dr. Schokking en Dr. De Visser.

## Geschiedenis

### Ontwerp
Al in 1923 werd de eerste planmatige opzet voor het Franse Gat getekend in een uitbreidingsplan van de gemeente. Door de snelle ontwikkeling van de textielindustrie en sigarenindustrie groeide het inwonersaantal van Veenendaal gestaag. Na de Tweede Wereldoorlog was Veenendaal een gemeente met stedelijke potentie maar met een gehavende dorpse woningvoorraad. De gemeente wilde snel onbewoonbaar verklaarde woningen slopen en nieuw bouwen voor de snel groeiende bevolking. In juni 1948 werd het uitbreidingsplan van Veenendaal-Zuid vastgesteld. Het ontwerp kwam van Sam van Embden en volgde het principe van de tuinstad. Begin jaren 50 werd er begonnen met de bouw van het Franse Gat.

### Bouw
De stedenbouwkundige opzet van het Franse Gat kent een noord-zuid gerichte verkavelingstructuur, vrijwel identiek aan de vroegere percelen. De langgerekte straten bestaan uit stroken eengezinswoningen, twee lagen met kap. De achtertuinen zijn tot zo’n 30 meter diep, deze waren dan ook bedoeld als moestuin. Aan de rand van de buurt staan portiekwoningen met 3 en 4 bouwlagen, voornamelijk aan de Westersingel en de Thorbeckesingel. Deze flats waren bedoeld als afronding van de buurt, maar ook van de plaats Veenendaal. Door de bouw van Veenendaal-West tussen 1976 en 1993 is er een nieuwe schil ontstaan in de concentrische groei van Veenendaal.

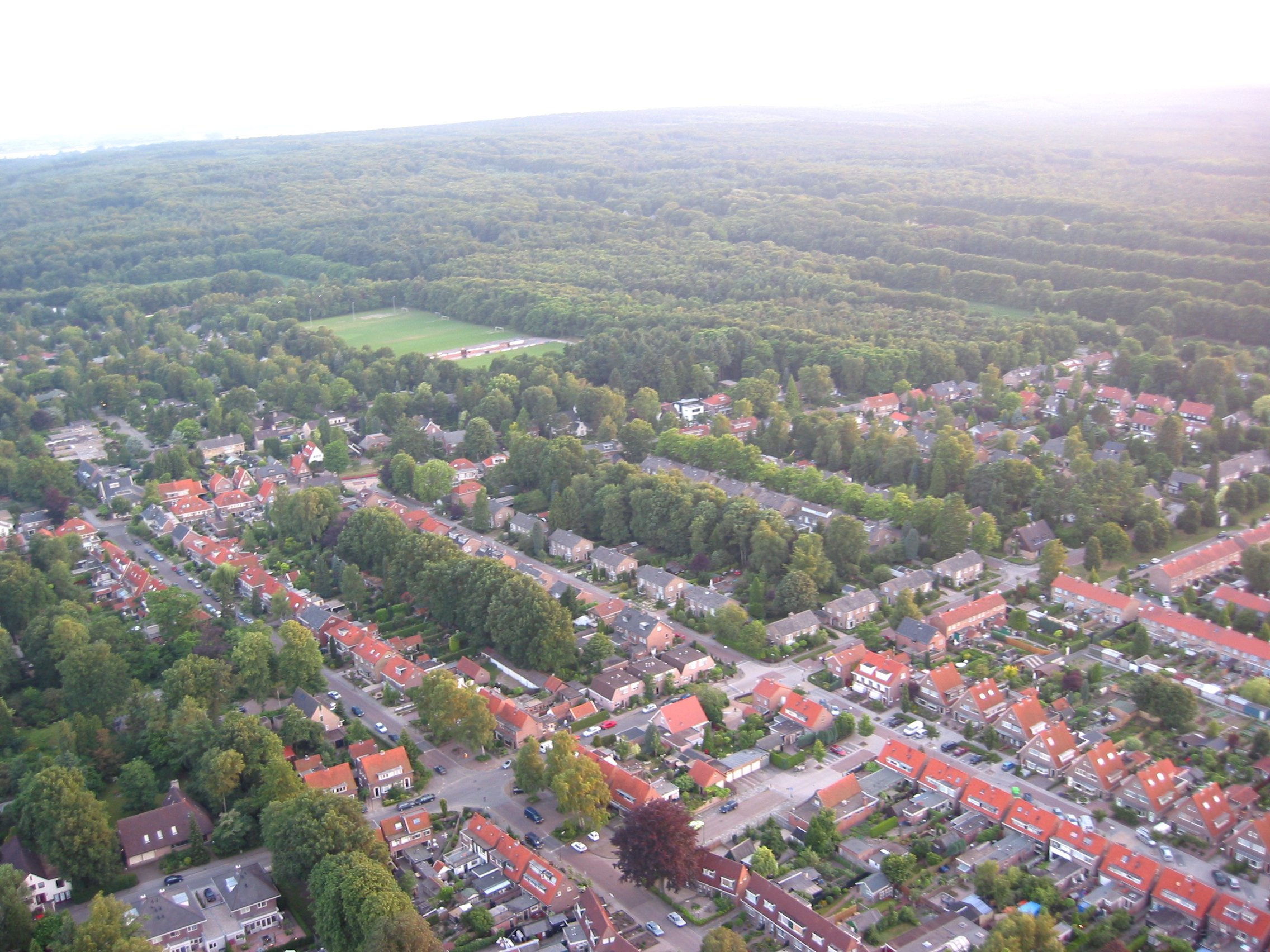
De Utrechtse Heuvelrug met op de voorgrond een deel van het Franse Gat

## Huidige situatie
Anno 2010 wordt het Franse Gat beleefd als een van de weinige volkse en echt 'Veense' buurten. De buurt bestaat grotendeels uit sociale huurwoningen en de inwoners hebben grotendeels een laag- of middeninkomen. Nieuwbouw rondom de Binnenronde is bedoeld om de buurt een nieuwe impuls te geven.

## Bezienswaardigheden en voorzieningen
Kerken:
- St. Salvatorkerk – Rooms-katholiek (1953)
- Sionskerk – Hervormd (1965)

Winkelgebieden:
- Bruïneplein
- Patrimoniumlaan

Wijkcentrum:
- Plein Zuid

## Geboren
- Frits Wester (1962), journalist

Wijken: Centrum · Noordoost · Zuidoost · Zuidwest · Noordwest · West

Buurten: Koopcentrum · Vijgendam en omgeving · Schrijverswijk · Beatrixstraat en omgeving · Dragonder-Noord · Dragonder-Oost · Dragonder-Zuid · Spitsbergen · Veenendaal-Oost · Engelenburg · Boslaan en omgeving · Petenbos-West · Petenbos-Oost · De Groene Velden · 't Goeie Spoor en omgeving · Franse Gat · Salamander · Molenbrug · 't Hoorntje · De Pol · De Gelderse Blom · Oudeveen en De Schans en omgeving · Componistenbuurt · Vogelbuurt · Schepenbuurt · Dichtersbuurt
Industriegebieden: Het Ambacht · Nijverkamp · De Faktorij en De Vendel · De Compagnie · De Compagnie-Oost · De Batterijen
Buitengebieden: Fort Buurtsteeg · Bezuiden de Dijkstraat · De Blauwe Hel · Bezuiden de Middelbuurtseweg
Utrecht · Plaatsen in de provincie      Nederland · Provincies · Gemeenten